# Албанистика
Албанистиката или албанологията е интердисциплинарна академична дисциплина, изучаваща албанския език и култура. 
Началото на албанистиката е поставено от шведския историк Йохан Тунман, който в края на XVIII век предлага теорията за автохтонния произход на албанците от илирите. В края на XIX век германският езиковед Густав Майер доказва, че албанският език е част от индоевропейското семейство.
Специалистите в тази област се наричат албанисти (албанист, албанистка) или албанолози (албанолог, албаноложка).